# Jaboatão dos Guararapes
Jaboatão dos Guararapes là một thành phố Brasil. Thành phố này thuộc bang Pernambuco. Dân số theo điều tra năm 2010 của Viện Địa lý và Thống kê Brasil là 687.688 người. Đây là thành phố đông dân thứ 26 của Brasil.